# Red junaka socialističnega dela
Red junaka socialističnega dela je bilo četrto najpomembnejše odlikovanje SFRJ. Odlikovanje je bilo ustanovljeno 8. decembra 1948. Do leta 1986 je bilo podeljenih 114 redov. Odlikovanje je bilo izdelano iz zlata, srebra in  rubinov. Sprva so v red vdelovali prave dragulje, kasneje pa umetne. 
Običajno so ga podeljevali najvišjim politikom v socialističnih državah oz. tistim, ki so imeli velike zasluge pri razvoju socialistične družbene ureditve. Red je bil uveden po zgledu Sovjetske zveze, v Jugoslaviji so to tradicijo nadaljevali tudi po njenem izstopu oz. dokončni izključitvi iz bloka socialističnih držav. Za ta red je bilo značilno, da so ga nekateri dobili tudi po dvakrat (ali večkrat), v Jugoslaviji je npr. Edvard Kardelj dobil drugega posmrtno. 